# Лущиков Анатолій Павлович
Анатолій Павлович Лущиков (9 листопада 1917, село Леб'яже Вятської губернії, тепер Леб'язького району Кіровської області, Російська Федерація — 7 березня 1999, місто Москва) — радянський партійний діяч, помічник генерального секретаря ЦК КПРС. Член ЦК КПРС у 1986—1990 роках. Депутат Верховної Ради СРСР 11-го скликання.

## Життєпис
Народився в селянській родині.
У 1941 році закінчив Куйбишевський сільськогосподарський інститут.
З липня 1941 по червень 1946 року — в Червоній армії. Служив у 3-му Саратовському танковому училищі. Учасник німецько-радянської війни.
Член ВКП(б) з 1942 року.
У 1946—1952 роках — інструктор, заступник завідувача відділу Саратовського обласного комітету ВКП(б).
У 1952—1954 роках — 1-й секретар Романовського районного комітету КПРС Саратовської області.
У 1954—1956 роках — завідувач відділу Балашовського обласного комітету КПРС.
У 1956—1957 роках — 1-й заступник голови виконавчого комітету Балашовської обласної ради депутатів трудящих.
У 1957—1960 роках — інструктор відділу партійних органів ЦК КПРС по Російській РФСР.
У 1960—1962 роках — секретар Брянського обласного комітету КПРС.
У 1962—1971 роках — заступник завідувача сільськогосподарського відділу ЦК КПРС.
У 1971—1985 роках — помічник секретаря ЦК КПРС з питань сільського господарства.
У 1985—1991 роках — помічник генерального секретаря ЦК КПРС Михайла Горбачова з питань сільського господарства.
З 1991 року — персональний пенсіонер у Москві.
Помер 7 березня 1999 року. Похований в Москві на Троєкуровському цвинтарі.

## Звання
- старший технік-лейтенант
- полковник

## Нагороди
- ордени
- медаль «За перемогу над Німеччиною у Великій Вітчизняній війні 1941—1945 рр.» (1946)
- медалі